# Der Typ mit dem irren Blick
Der Typ mit dem irren Blick (Originaltitel: Zapped!) ist eine US-amerikanische komödiantische Teenager-Sexkomödie aus dem Jahr 1982 von Robert J. Rosenthal mit Scott Baio, Willie Aames, Heather Thomas und Felice Schachter.

## Handlung
An der Ralph Emerson High School führt der Bücherfreund Barney Springboro in einem Wissenschaftsclub verschiedene wissenschaftliche Experimente an weißen Labormäusen durch, bis sein Freund, der Jahrbuchfotograf Peyton Nichols ihn für eine Klassenversammlung abholt. Peyton hinterfragt Barneys mangelndes Interesse daran, eine Freundin zu finden, während sich die Schüler auf ein bevorstehendes Baseballspiel gegen eine rivalisierende Highschool vorbereiten. Danach verführt Peyton eine der Schulverwalterinnen, Corrine Updike, und Barney kehrt zu seinen Experimenten zurück.
Auf Drängen der nervigen Klassensprecherin Bernadette verspricht Peyton, Barney zu fotografieren, wie er mit den gentechnisch veränderten Orchideen posiert, die er für den Schulleiter Walter Coolidge gezüchtet hat. Bei den Experimenten beobachtet Barney, wie eine Maus Futter bewegen kann, ohne dieses zu berühren. Er glaubt, eine Formel für telekinetische Kräfte entdeckt zu haben und probiert sie kurzerhand an sich selbst aus. Er experimentiert mit einem Mittel, das aus Marihuana-Pflanzen sprießen soll, jedoch geht seine Idee schief. Barney lässt den Becher mit der Futterlösung der Mäuse fallen und erzeugt eine schimmernde Rauchwolke, die ihn bewusstlos macht. Einige Zeit später erwacht er und kehrt nach Hause zurück, wo ihn seine verklemmte Mutter wegen seiner Verspätung und seines asozialen Verhaltens tadelt. Während sie schreit, schlägt Barneys Schlafzimmertür auf mysteriöse Weise zu. Barney kann nämlich nun durch ein Tröpfchen seines Elixiers mit Gesichtsbewegungen Dinge manipulieren. Während des Englischunterrichts am nächsten Tag träumt Barney von einem beliebten, aber eitlen Mädchen namens Jane Mitchell. Als der Lehrer ihn unerwartet aufruft, runzelt Barney die Stirn, wodurch ihr die Karte über der Tafel auf den Kopf fällt.
An diesem Nachmittag fragt Peyton Jane nach einem Date, aber sie erinnert ihn daran, dass sie einen Freund im College-Alter hat. Als Barney auf Janes Brust starrt, platzt ihre Strickjacke auf, was alle verwirrt. Im Labor experimentiert Barney mit seinen neuen telekinetischen Fähigkeiten, indem er verschiedene Objekte durch den Raum schweben lässt, ohne Bernadette und Peyton zu bemerken, die durch das Fenster zuschauen. Als seine Freunde ihn jedoch zur Rede stellen, überzeugt Barney sie, seine Kräfte geheim zu halten. Zu Hause treibt Barney sein Modellraumschiff durch die Luft und stellt sich vor, dass die Besatzungsmitglieder darin lebendig geworden sind. Anschließend animiert er eine Bauchrednerpuppe, was Mrs. Springboro so sehr erschreckt, dass sie glaubt, ihr Sohn sei besessen.
Am Tag des großen Baseballspiels manipuliert Barney den Ball und schlägt den siegreichen Homerun. Unterdessen versucht Rektor Coolidge, in Barneys Labor einzubrechen, um das Wachstum seiner Orchideen zu überprüfen, kann jedoch den Schlüssel nicht erhalten. Barney willigt ein, Bernadette einen Bericht über ihn für das Wissenschaftsjournal ihrer älteren Schwester schreiben zu lassen. Am Wochenende besuchen Barney, Peyton und Bernadette eine Abschlussfeier in einem Vergnügungspark, bei der Peyton, Janes Freund Robert Wolcott zu einem Biertrinkwettbewerb und einem Karnevalsspiel herausfordert, das Peyton am Ende gewinnt. Während er sich im Tilt-a-Whirl befindet, erhöht Barney die Geschwindigkeit von Roberts Abteil, was dazu führt, dass er sich übergeben muss und die Wette verliert. In dieser Nacht bringt Peyton Jane nach Hause und verführt sie, indem er vorgibt, älter und reifer zu sein. Währenddessen essen Barney und Bernadette zu Abend und reden über frühere Schwärmereien. Den nächsten Nachmittag verbringen die beiden gemeinsam im Park, bevor sie zu Barneys Labor zurückkehren, und sich ineinander verlieben.
Am Montag gibt Jane in der Schule zu, dass sie den Sex mit Peyton bereut und kehrt zu ihrem Freund zurück. Robert lädt Peyton jedoch zu einer Studentenverbindungsparty im Casino-Stil ein, in der Hoffnung, das Geld zu gewinnen, das er ihm für den Trinkwettbewerb schuldet. Peyton fleht Barney an, dabei zu sein, damit er das Rouletterad manipulieren kann, aber Bernadette wird wütend, weil er seine Kräfte zum Spielen einsetzen würde. Unterdessen überredet Mrs. Updike Rektor Coolidge, auf eine persönliche Anzeige in der Zeitung zu antworten und eine Frau für ein Date zu treffen. Im Restaurant entdeckt Direktor Coolidge, dass sein Date Rose Burnhart ist, und die beiden erliegen schließlich ihrer langjährigen Anziehungskraft, indem sie unter dem Tisch Sex haben. Während der Verbindungsparty versucht Barney, die Roulettekugel zu manipulieren, hat aber Schwierigkeiten. Er erkennt, dass Robert das Rad selbst manipuliert, indem er einen Knopf betätigt, um es anzuhalten, und Barneys Versuch, den Betrug auszugleichen, sorgt für Aufregung unter den Gästen, als er versehentlich das gesamte Rad schweben lässt. Als Bernadette sich weigert, seine Anrufe entgegenzunehmen, verbringt er die Nacht in seinem Labor und trinkt Whisky. Da er am nächsten Morgen hängen bleibt, entschuldigt er sich bei Bernadette und verabredet sich mit ihr am Abend zum Abschlussball. Bevor er jedoch zum Tanz geht, beauftragt Mrs. Springboro zwei Priester, einen Exorzismus an ihrem Sohn durchzuführen, und Barney jagt sie mit seiner Bauchrednerpuppe durch das Haus, damit er entkommen kann.
Peyton und Jane werden zum Abschlussballkönig und zur Abschlussballkönigin gekrönt, und Jane weist Peytons anhaltende Annäherungsversuche zurück. Peyton erkennt, dass Jane nichts weiter als ein Snob ist, denn nichts, was er tut, ist gut genug für sie. Während Barney mit Bernadette tanzt, ruiniert Peyton den Moment, indem er seinem Freund Flugtickets nach Las Vegas anbietet, wo er weiter spielen kann, doch Barney lehnt das Angebot ab. Als Robert Peyton wegen des Roulettespiels zur Rede stellt, entschuldigt sich Peyton und gibt ihm ein Paket mit Nacktfotos, die er von Jane gemacht hat. Wütend greift Robert an und Barney nutzt Telekinese, um einen großen Windstoß zu beschwören, der den Schülern die Kleidung vom Leib reißt und alle nach draußen treibt. Barney nutzt seine Telekinese auch, um Robert und seine Freunde zu Fall zu bringen und Jane zu demütigen, indem er ihr Ballkleid auszieht. Als sie ausgelacht wird, rennt sie beschämt davon. Ein unberechenbarer Feuerwehrschlauch schlägt Barney bewusstlos und nachdem er aufwacht, tut er so, als hätte er seine Kräfte verloren. Als Barney jedoch die Schule verlässt, packt er Bernadette an der Taille und treibt sie in einer Wolke aus schimmerndem Staub durch den Nachthimmel.

## Nominierungen
Der Film war 1983 bei den Saturn Awards in der Kategorie Bester Fantasyfilm nominiert. Darsteller Willie Aames erhielt für die Goldene Himbeere 1983 eine Nominierung als Schlechtester Schauspieler.

## Kritik
Das Lexikon des internationalen Films urteilte, es handle sich um ein „[m]ärchenhaftes Lustspiel mit wenigen Gags, läppischen Sex-Einlagen und stellenweise rüdem Jargon“.

## Fortsetzung
Im Jahr 1989 wurde die Fortsetzung Der Typ mit dem irren Blick II (Zapped Again) veröffentlicht. Die Regie übernahm Doug Campbell, die Produktion entstand direkt für den Videomarkt.

## Fakten

### Erscheinungsdatum
Der Film erschien erstmals am 23. Juli 1982, mitten während der Dreharbeiten zu Ein Colt für alle Fälle mit der Hauptdarstellerin Heather Thomas. Bei der US-Fernsehserie musste erst ein Stopp gemacht werden, damit Thomas ihr Filmangebot annehmen konnte.

### Produktionskosten
Für die Produktion wurde ein Budget von 16,9 Millionen US-Dollar verwendet.

### Musik
Der Genretyp der im Film verwendeten Musik ist Pop und Rock. Das Plattenlabel namens Rhino Atlantic enthält zehn Songs.